# روني جوردن
روني جوردن (بالإنجليزية: Ronny Jordan)‏ هو عازف قيثارة ومغني وملحن بريطاني، ولد في 29 نوفمبر 1962 في لندن في المملكة المتحدة، وتوفي بنفس المكان في 13 يناير 2014.

## وصلات خارجية
- الموقع الرسمي
- روني جوردن على موقع IMDb (الإنجليزية)
- روني جوردن على موقع ميوزك برينز (الإنجليزية)
- روني جوردن على موقع أول ميوزيك (الإنجليزية)
- روني جوردن على موقع ديسكوغز (الإنجليزية)